# Yanya Caballista: City Skater
Yanya Caballista: City Skater (ヤンヤ カバジスタ, Yanya Caballista featuring Gawoo) est un jeu vidéo de skateboard développé par Cave et édité par Koei, sorti en 2001 sur PlayStation 2.

## Accueil
- GameSpot : 4,6/10[1]